# Paul Haggis
Paul Edward Haggis (sinh ngày 10 tháng 3 năm 1953) là một nhà biên kịch, nhà sản xuất kiêm đạo diễn điện ảnh và truyền hình người Canada. Ông nổi tiếng nhờ làm biên kịch cho Cô gái triệu đô (2004) và đạo diễn kiêm viết kịch bản cho Crash (2005) – cả hai tác phẩm đều giành chiến thắng giải Oscar cho phim hay nhất. Haggis còn đồng viết kịch bản cho Flags of Our Fathers và Letters from Iwo Jima (2006), cũng như hai tác phẩm thuộc loạt James Bond là Sòng bạc hoàng gia (2006) và Định mức khuây khỏa (2008). Ông là nhà sáng tạo của loạt phim truyền hình Due South (1994–1999) và nhà đồng sáng tạo của Walker, Texas Ranger (1993–2001). Haggis là chủ nhân của hai tượng vàng Oscar, hai giải Emmy và bảy giải Gemini. Ông cũng hỗ trợ làm video ca nhạc của "We Are the World 25 For Haiti".

## Danh sách phim

### Điện ảnh
| Năm  | Tựa phim              | Đạo diễn | Tác giả        | Nhà sản xuất | Ghi chú           | Ref.  |
| ---- | --------------------- | -------- | -------------- | ------------ | ----------------- | ----- |
| 1993 | Red Hot               | Có       | Có             | Không        | Đạo diễn đầu tay  | [ 1 ] |
| 2004 | Cô gái triệu đô       | Không    | Có             | Có           |                   | [ 1 ] |
| 2004 | Crash                 | Có       | Có             | Có           |                   | [ 1 ] |
| 2006 | The Last Kiss         | Không    | Có             | Không        |                   | [ 1 ] |
| 2006 | Flags of Our Fathers  | Không    | Có             | Không        |                   | [ 1 ] |
| 2006 | Letters from Iwo Jima | Không    | Có             | giám chế     |                   | [ 1 ] |
| 2006 | Sòng bạc hoàng gia    | Không    | Có             | Không        |                   | [ 1 ] |
| 2007 | In the Valley of Elah | Có       | Có             | Có           |                   | [ 1 ] |
| 2008 | Định mức khuây khỏa   | Không    | Có             | Không        |                   | [ 1 ] |
| 2009 | Kẻ hủy diệt 4         | Không    | không ghi công | Không        | Viết lại kịch bản | [ 1 ] |
| 2010 | The Next Three Days   | Có       | Có             | Không        |                   | [ 2 ] |
| 2013 | Third Person          | Có       | Có             | Không        |                   | [ 3 ] |
| 2016 | Gold                  | Không    | Không          | giám chế     |                   | [ 4 ] |

### Truyền hình
| Năm       | Tựa phim                              | Đạo diễn | Tác giả | Nhà sản xuất | Ghi chú                            | Ref.  |
| --------- | ------------------------------------- | -------- | ------- | ------------ | ---------------------------------- | ----- |
| 1987      | Return of the Shaggy Dog              | Không    | Có      | Không        |                                    | [ 1 ] |
| 1987–1988 | thirtysomething                       | Không    | Có      | Không        | Kiêm nhà giám sát sản xuất         |       |
| 1990      | City                                  | Không    | Không   | giám chế     | Nhà sáng tạo                       |       |
| 1993–2001 | Walker, Texas Ranger                  | Không    | Không   | Không        | Đồng sáng tạo                      |       |
| 1994–1999 | Due South                             | Có       | Có      | giám chế     | Nhà sáng tạo; kiêm chỉ đạo bộ phận | [ 1 ] |
| 1996–1997 | EZ Streets                            | Có       | Có      | giám chế     | Nhà sáng tạo                       |       |
| 1997      | Walker, Texas Ranger: Sons of Thunder | Có       | Có      | giám chế     | Nhà sáng tạo                       | [ 1 ] |
| 1999–2002 | Family Law                            | Có       | Có      | giám chế     | Nhà đồng sáng tạo                  |       |
| 2007      | The Black Donnellys                   | Có       | Có      | giám chế     | Nhà sáng tạo                       |       |
| 2015      | Show Me a Hero                        | Có       | Không   | giám chế     | Mini-sêri                          |       |

### Trò chơi điện tử
| Năm  | Trò chơi                       | Vai trò      | Ghi chú |
| ---- | ------------------------------ | ------------ | ------- |
| 2011 | Call of Duty: Modern Warfare 3 | Đồng tác giả |         |